# Тапіранга вогнистогуза
Тапіра́нга вогнистогуза (Ramphocelus flammigerus) — вид горобцеподібних птахів родини саякових (Thraupidae). Ендемік Колумбії. Раніше вважався конспецифічним з жовтогузою тапірангою.

## Опис

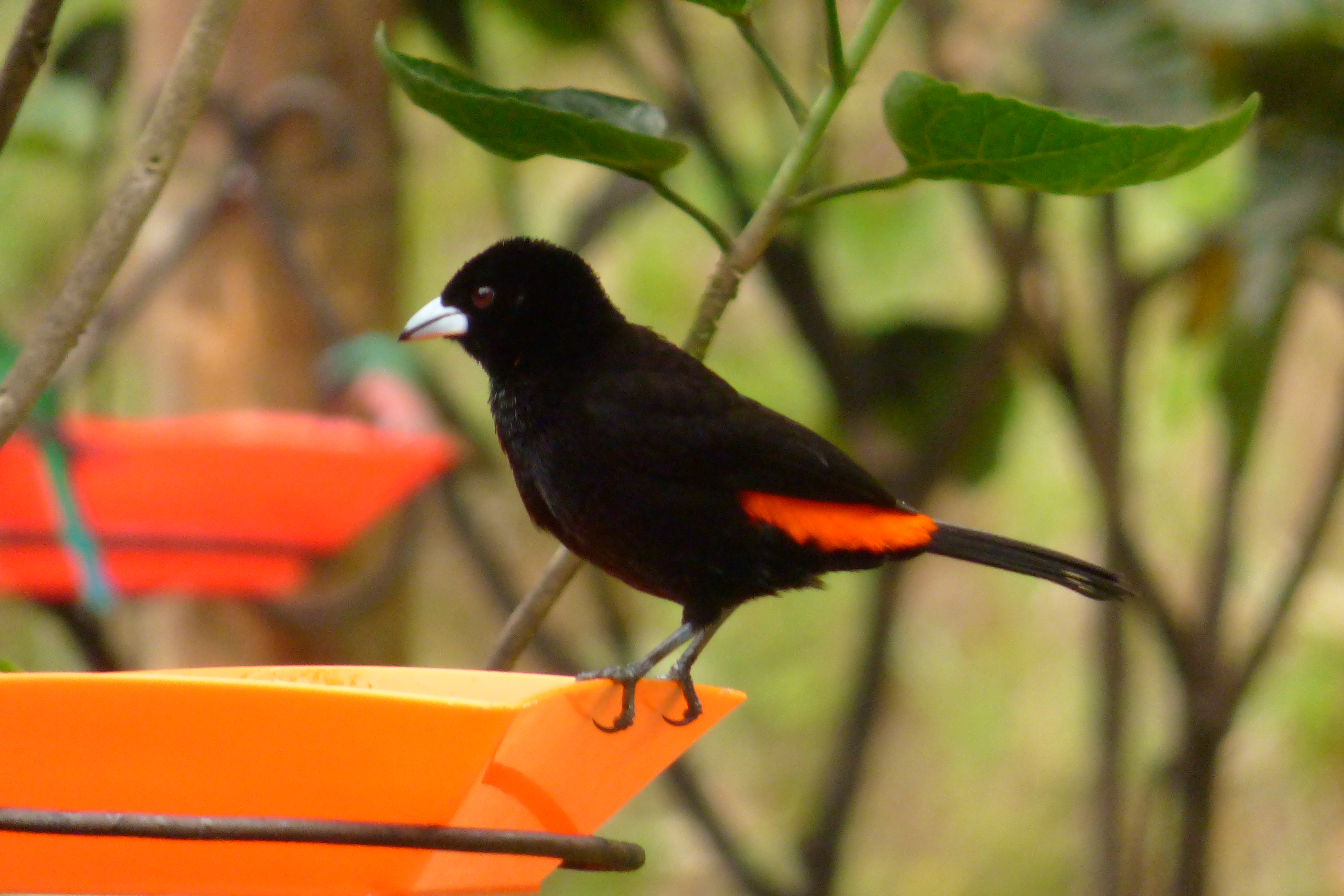
Самець вогнистогузої тапіранги

Довжина птаха становить 18-19 см. Виду притаманний статевий диморфізм. Самці мають переважно чорне забарвлення. Пера на голові оксамитово-чорне, дуже короте, густе. На спині і надхвісті яскраво-червона пляма. Очі червоні або темно-червоні, дзьоб світло-сизий з чорним кінчиком, лапи темно-сірувато-рогові. 
У самиць верхня частина тіла чорнувато-коричнева або бура, пера на ній мають оливкові краї. Голова з боків тьмяно-коричнювато-сіра. Надхвістя червонувато-оранжеве. Горло тьмяно-сірувато-жовте, нижня частина тіла жовтувато-оранжева, груди і гузка більш червоні. Забарвлення молодих птахів є подібне до забарвлення самиць. Молоді самці поступово покриваються чорними плямами, особливо на голові і грудях, набуваючи дорослого забарвлення.

## Поширення і екологія
Вогнистогузі тапіранги мешкають в долині річки Каука, між Західним і Центральним хребтами Колумбійських Анд, від Антіокії на південь до Кауки. Вони живуть на узліссях вологих тропічних лісів, на порослих чагарниками галявинах, у вторинних заростях, рідколіссях, на плантаціях і в садах. Зустрічаються невеликими зграйками, на висоті від 800 до 2000 м над рівнем моря. Живляться плодами і комахами. Гніздяться в чагарниках. В кладці 2 блакитних яйця.